# Tom Lupo
Carlos Luis Galanternik, más conocido como Tom Lupo (Charata, provincia del Chaco, 22 de octubre de 1945 - Buenos Aires, 4 de mayo de 2020) fue un psicoanalista, poeta y locutor de radio argentino. Ejerció como profesor universitario en la Universidad Nacional de Lomas de Zamora.

## Biografía
En los años '80 participó en Radio del Plata en el recordado ciclo radial Submarino amarillo, en el que realizaba su sección: el Tom Lupo Show, donde difundió bandas emergentes como Sumo, Soda Stereo, Virus, Los Redondos, los Ratones Paranoicos, los Fabulosos Cadillacs o los  Alerta Roja.
Trabajó ininterrumpidamente en diferentes programas radiales desde entonces, conduciendo el Tom Lupo Show en la FM de Radio Municipal de Buenos Aires, participando en el programa El loco de la Colina de Carlos de la Rúa, en Radio Uno, y conduciendo Taxi en Radio Provincia de La Plata.
Editó las revistas Alfonsina, Banana y Twist y gritos y colaboró en innumerables diarios y medios gráficos. También participó como actor en varias películas y espectáculos teatrales.
Realizó una gran cantidad de recitales de poesía, difundiendo autores como Federico García Lorca, Juan Gelman, Raúl González Tuñón, Fernando Pessoa, Alejandra Pizarnik, Oliverio Girondo o Leopoldo Marechal, entre otros. 
Editó el CD En mi propia lengua, que fue musicalizado por Fernando Samalea, y en 2011 el álbum Giro hondo, sobre textos de Girondo, con la participación de León Gieco y Luis Gurevich.
En televisión condujo el programa Neosonido 2002 y Agenda cultural en Canal 7 de Argentina, Volver Rock, junto a Catarina Spinetta, Medios y comunicación con Raúl Barreiros y Oscar Steimberg. 
Realizó la locución de diversos programas emitidos en Canal (á) (Encuentro, Ciudad abierta), y fue panelista del ciclo El lugar del medio; asimismo estuvo al frente del programa de radio Noche tras noche, junto a Mosquito Sancineto y Gabriela Borrelli. Desde 2012 conducía el programa El pez náufrago por AM del Plata, y fue panelista recurrente del programa "Bendita", de canal 9.
El sábado 20 de junio de 2015 Lupo fue embestido por una camioneta cuando transitaba con su auto, un Fiat Palio, por Avenida del Libertador. 
Falleció a los setenta y cuatro años el 4 de mayo de 2020.

## Libros
- Galanternik, C. (1979) Palabras para la esfinge. Poesía y psicoanálisis. Buenos Aires: Estrustrica.
- Lupo, T. (2004) Entre muebles y sombras. Copetes, poesías, cuentos, aforismos, graffittis y otras combinatorias. Buenos Aires: Gárgola.

## Discografía
- En Mi Propia Lengua (2009)
- Giro Hondo (2011)

## Filmografía
- Rompenieblas, una historia de psicoanálisis y dictadura (2007)
- Plástico cruel (2005)
- Luca Vive (2002)
- Vacaciones en la tierra (2001), de Sebastián de Caro
- La felicidad (un día de campo) (1998), de Raúl Perrone
- 24 horas (Algo está por explotar) de Luis Barone (1997)
- Gomorrita (mediometraje - 1989)
- Sacred chewing gum (corto - 1989)